# روبیاته
روبیاته (به ایتالیایی: Robbiate) یک کومونه ا در ایتالیا است که در استان لکو واقع شده‌است.

## خصوصیات
روبیاته ۴٫۷ کیلومترمربع مساحت و ۵٬۳۳۳ نفر جمعیت دارد.